# Ilja Trauberg
Ilja Trauberg (russisk: Илья Захарович Трауберг) (født 13. december 1905 i Odessa i det Russiske Kejserrige, død 13. december 1948 i Moskva i Sovjetunionen) var en sovjetisk filminstruktør og manuskriptforfatter.

## Filmografi
- Søn af Mongoliet (Сын Монголии, 1925)[1][2]